# Бурдман, Алексей Аркадьевич
Алексей Аркадьевич Бурдман (13 февраля 1976) — российский футболист, нападающий, игрок в мини-футбол.
Воспитанник СДЮШОР «Смена» Санкт-Петербург. На профессиональном уровне играл в середине 1990-х. В футболе выступал за команду российской третьей лиги «Металлург» Пикалёво — в 1994 году в восьми матчах забил два гола. В 1995 году играл в Финляндии за команды «Кеско-Тим» Хямеэнлинна (D2) и «Куусюси» Лахти (D1).
В чемпионате России по мини-футболу выступал за петербургские клубы «Галакс» (1994/95) и «Зенит» (1995/96).